# Батиста, Эйке
Эйке Батиста (род. 3 ноября 1956) — бразильский предприниматель и миллиардер германского происхождения, один из самых богатых людей в мире (по версии журнала Forbes уже не является таковым). Родился в семье министра горнорудной промышленности и энергетики Бразилии Элиэзера Батисты-да-Силва.
Своё состояние сделал на разведке и добыче нефти и газа. С 1983 года также занимается торговлей золотом и алмазами.
В настоящее время является председателем Бразильского конгломерата группы EBX.
По данным Forbes, в 2012 году состояние Батисты оценивалось в 30 миллиардов долларов, что делало его седьмым по счёту среди самых богатых людей в мире и самым богатым человеком, живущим в Бразилии. К марту 2013 из-за резкого падения стоимости акций его компаний состояние сократилось до 10 миллиардов долларов, далее уменьшилось до $900 млн.
Согласно рейтингу журнала Forbes, опубликованному в марте 2014 года, Эйке Батиста стал «главным неудачником» 2013 года — его состояние упало до $300 млн.

## Арест, осуждение и вынесение приговора
В январе 2017 года бразильские власти издали приказ о задержании Батисты и восьми других лиц при проведении операции  Автомойка (порт.  Operação Lava Jato), громкое расследование отмывания денег на сумму 100 миллионов долларов. Батиста вернулся из Нью-Йорка и помещен в тюрьму строгого режима в Бангу. 28 апреля 2017 года судья Верховного суда Гилмар Мендес приказал освободить Батисту до суда. Батисте было предъявлено обвинение в даче взятки в размере 16,5 миллионов долларов бывшему губернатору штата Рио-де-Жанейро.
3 июля 2018 года Батиста был признан виновным в даче взятки бывшему губернатору Рио-де-Жанейро  Серхио Кабрал с целью получения государственных правительственных контрактов на сумму 16,6 млн. долларов США и был приговорен к 30 годам лишения свободы. Адвокат Батисты Фернандо Мартинс ожидает обжалования приговора.